# فسنگان
فسنگان (تفرش)، روستایی از توابع بخش مرکزی شهرستان تفرش در استان مرکزی ایران است.

## جمعیت
این روستا در دهستان رودبار قرار دارد و براساس سرشماری مرکز آمار ایران در سال ۱۳۸۵، جمعیت آن ۲۵۴ نفر (۸۰خانوار) و تا سال ۱۴۰۲ جمعیتش به خاطر برگشت فصلی مهاجرین بیشتر شده است.